# Kilima conspersa
Kilima conspersa là một loài nhện trong họ Araneidae.
Loài này thuộc chi Kilima. Kilima conspersa được Manfred Grasshoff miêu tả năm 1970.